# Ferland Mendy
Ferland Mendy (Meulan-en-Yvelines, 1995. június 8. –) francia válogatott labdarúgó, hátvéd, a Real Madrid játékosa.

## Pályafutása

### Klubcsapatokban
Pályafutása kezdetén, ifjúsági korú labdarúgóként több csapat akadémiáján is megfordult. 2004-től 2012-ig a Paris Saint-Germain, majd egy évig a Football Club Mantois akadémiájának tagja volt, 2013-ban került a Le Havre csapatához.
A 2013-14-es szezonban az ötödosztályú tartalékcsapatban játszott, a felnőttek között 2015 áprilisában debütált az akkor másodosztályban szereplő csapatnál. A 2016-2017-es szezonban lett stabil tagja a kezdőcsapatnak, az idény során 35 bajnoki mérkőzésen két gólt szerzett, teljesítményével több európai élcsapat figyelmét felkeltette.
2017. június 29-én ötéves szerződést írt alá a Lyon csapatával, az első osztályú csapat ötmillió eurót fizetett a játékjogáért. 2017. augusztus 26-án debütált a Ligue 1-ben egy Nantes elleni találkozón. hamar alapembere lett a csapatnak, amelynek színeiben bemutatkozhatott az európai kupaporondon is. A 2017–2018-as Európa-liga-sorozatban hét alkalommal lépett pályára.
A 2018-2019-es szezonban 30 bajnoki mérkőzésen két gólt szerzett, a Bajnokok Ligájában nyolc mérkőzésen kapott lehetőséget. 
2019 nyarán a Real Madrid igazolta le, Mendy öt évre írt alá a spanyol klubhoz, amely sajtóhírek szerint 48 millió eurót fizetett érte a Lyonnak.

### A válogatottban
2018. november 20-án mutatkozott be a francia válogatottban Uruguay ellen. 2024. május 16-án bekerült a 2024-es labdarúgó-Európa-bajnokságra utazó 25 fős keretbe.

## Statisztika

### Klubcsapatokban
2025. január 19.-én frissítve.
| Klub           | Szezon         | Liga           | Liga  | Liga  | Nemzeti Kupa | Nemzeti Kupa | Ligakupa | Ligakupa | Európai | Európai | Egyéb | Egyéb | Összesen | Összesen |
| Klub           | Szezon         | Bajnokság      | Mérk. | Gólok | Mérk.        | Gólok        | Mérk.    | Gólok    | Mérk.   | Gólok   | Mérk. | Gólok | Mérk.    | Gólok    |
| -------------- | -------------- | -------------- | ----- | ----- | ------------ | ------------ | -------- | -------- | ------- | ------- | ----- | ----- | -------- | -------- |
| Le Havre B     | 2013–14        | CFA 2          | 20    | 0     | —            | —            | —        | —        | —       | —       | —     | —     | 20       | 0        |
| Le Havre B     | 2014–15        | CFA 2          | 23    | 0     | —            | —            | —        | —        | —       | —       | —     | —     | 23       | 0        |
| Le Havre B     | 2015–16        | CFA 2          | 13    | 1     | —            | —            | —        | —        | —       | —       | —     | —     | 13       | 1        |
| Le Havre B     | Összesen       | Összesen       | 56    | 1     | —            | —            | —        | —        | —       | —       | —     | —     | 56       | 1        |
| Le Havre       | 2014–15        | Ligue 2        | 1     | 0     | 0            | 0            | 0        | 0        | —       | —       | —     | —     | 1        | 0        |
| Le Havre       | 2015–16        | Ligue 2        | 11    | 0     | 1            | 0            | 0        | 0        | —       | —       | —     | —     | 12       | 0        |
| Le Havre       | 2016–17        | Ligue 2        | 35    | 2     | 1            | 0            | 2        | 0        | —       | —       | —     | —     | 38       | 2        |
| Le Havre       | Összesen       | Összesen       | 47    | 2     | 2            | 0            | 2        | 0        | —       | —       | —     | —     | 51       | 2        |
| Lyon           | 2017–18        | Ligue 1        | 27    | 0     | 0            | 0            | 1        | 0        | 7       | 0       | —     | —     | 35       | 0        |
| Lyon           | 2018–19        | Ligue 1        | 30    | 2     | 4            | 1            | 2        | 0        | 8       | 0       | —     | —     | 44       | 3        |
| Lyon           | Összesen       | Összesen       | 57    | 2     | 4            | 1            | 3        | 0        | 15      | 0       | —     | —     | 79       | 3        |
| Real Madrid    | 2019–20 az     | La Liga        | 25    | 1     | 0            | 0            | —        | —        | 5       | 0       | 2     | 0     | 32       | 1        |
| Real Madrid    | 2020–21        | La Liga        | 26    | 1     | 0            | 0            | —        | —        | 11      | 1       | 1     | 0     | 38       | 2        |
| Real Madrid    | 2021–22        | La Liga        | 22    | 2     | 1            | 0            | —        | —        | 10      | 0       | 2     | 0     | 35       | 2        |
| Real Madrid    | 2022–23        | La Liga        | 18    | 0     | 2            | 0            | —        | —        | 5       | 0       | 3     | 0     | 28       | 0        |
| Real Madrid    | 2023-24        | La Liga        | 23    | 0     | 1            | 0            | —        | —        | 11      | 0       | 2     | 0     | 20       | 1        |
| Real Madrid    | Összesen       | Összesen       | 114   | 4     | 4            | 0            | —        | —        | 42      | 1       | 10    | 0     | 153      | 5        |
| Teljes karrier | Teljes karrier | Teljes karrier | 274   | 9     | 10           | 1            | 5        | 0        | 57      | 1       | 10    | 0     | 356      | 12       |

1. ↑  Magában foglalja a Francia kupán, Spanyol kuápn való pályára lépéseit is.
2. ↑  Magában foglalja a Francia ligakupán való pályára lépéseit.
3. ↑  pályára lépései az Európa-ligában.
4. 1 2 3 4 5  Pályára lépései a Bajnokok Ligájában.
5. 1 2  Pályára lépései a Spanyol szuperkupán.
6. ↑  Pályára lépése az UEFA-szuperkupán.

### A válogatottban
2022. szeptember 25-én frissítve.
| Válogatott    | Év       | Pályára lépés | Gól |
| ------------- | -------- | ------------- | --- |
| Franciaország | 2018     | 1             | 0   |
| Franciaország | 2019     | 3             | 0   |
| Franciaország | 2020     | 3             | 0   |
| Franciaország | 2021     | –             | –   |
| Franciaország | 2022     | 2             | 0   |
| Franciaország | 2024     | 1             | 0   |
| Összesen      | Összesen | 10            | 0   |

## Sikerei, díjai
Real Madrid
- Spanyol bajnok (3): 2019–20, 2021–22, 2023–24
- Spanyol kupa (1): 2022–23
- Spanyol szuperkupa (3): 2019–20, 2021–22, 2023–24
- Bajnokok Ligája (2): 2021–22, 2023-24
- UEFA-szuperkupa (2): 2022, 2024

Egyéni elismerés
- UNFP Ligue 2, Az év csapata: 2016–17[10]
- UNFP Ligue 1, Az év csapata: 2017–18,[11] 2018–19[12]